# Châteauroux Classic de l'Indre 2012
La Châteauroux Classic de l'Indre 2012, nona edizione della corsa e valida come evento dell'UCI Europe Tour 2012 categoria 1.1, si svolse il 19 agosto 2012 su un percorso di 201,2 km. Fu vinta dal brasiliano Rafael Andriato che terminò la gara in 4h35'50", alla media di 43,76 km/h.
Al traguardo 76 ciclisti portarono a termine il percorso.

## Ordine d'arrivo (Top 10)
| Pos. | Corridore           | Squadra         | Tempo    |
| ---- | ------------------- | --------------- | -------- |
| 1    | Rafael Andriato     | Farnese Vini    | 4h35'50" |
| 2    | Jaŭhen Hutarovič    | FDJ-BigMat      | s.t.     |
| 3    | Yohann Gène         | Europcar        | s.t.     |
| 4    | Lucas Haedo         | Saxo Bank       | s.t.     |
| 5    | Evaldas Šiškevičius | La Pomme        | s.t.     |
| 6    | Fabien Bacquet      | Auber 93        | s.t.     |
| 7    | Cyril Lemoine       | Saur-Sojasun    | s.t.     |
| 8    | Baptiste Planckaert | Landbouwkrediet | s.t.     |
| 9    | Benoît Jarrier      | Véranda Rideau  | s.t.     |
| 10   | Mathieu Delarozière | La Pomme        | s.t.     |